# Larry Marshall
Larry Marshall (Spartanburg, 3 aprile 1943) è un attore e cantante statunitense.

## Biografia
Nato a Spartanburg, Larry Marshall ha studiato alla Fordham University, alla Xavier University of Louisiana e al New England Conservatory. Ha fatto il suo debutto a Broadway nel 1968 nella produzione originale del musical Hair, in cui danzava nell'ensemble ed era prima il sostituto e poi il rimpiazzo per i ruoli principali di Berger e Hud. Nel 1971 recitò a Broadway nel musical Two Gentlemen of Verona, mentre nel 1973 ha ottenuto il suo ruolo più celebre, quello di Simone il Cananeo nel film Jesus Christ Superstar. Tra anni dopo ha recitato in una tournée internazionale di Porgy and Bess, portata in scena anche a Broadway; per la sua interpretazione nel ruolo di Sportin' Life Marshall ha ricevuto candidature al Drama Desk Award e al Tony Award al miglior attore non protagonista in un musical.
Successivamente Marshall ha continuato a interpretare Sportin' Life in diversi allestimenti dell'opera fino agli anni novanta. Negli anni successivi ha recitato ancora a Broadway nei musical Comin' Uptown (1979), Oh, Brother! (1981), ancora Porgy and Bess (1983), Big Deal (1986) e L'opera da tre soldi (1989). Nel 1999 ha interpretato Adam in Come vi piace a Williamston, mentre nel 2001 è tornato a Broadway nel musical The Full Monty. Successivamente ha recitato in produzioni regionali di Xanadu (2008), The Music Man (2011), Hair (2015), Between Riverside and Crazy (2017) e a Broadway nei musical The Color Purple (2006) e Waitress (2019).
Vive a Staten Island con la compagna Jeannine Otis.

## Filmografia (parziale)
- Panico a Needle Park (The Panic in Needle Park), regia di Jerry Schatzberg (1971)
- Jesus Christ Superstar, regia di Norman Jewison (1973)
- Roadie - La via del rock (Roadie), regia di Alan Rudolph (1980)
- Cotton Club (The Cotton Club), regia di Francis Ford Coppola (1984)
- She-Devil - Lei, il diavolo (She-Devil), regia di Susan Seidelman (1989)
- Waking the Dead, regia di Keith Gordon (2000)